# Diplosporium flavum
Diplosporium flavum är en svampart som beskrevs av Bonord. 1851. Diplosporium flavum ingår i släktet Diplosporium och familjen Chaetosphaerellaceae.   Inga underarter finns listade i Catalogue of Life.